# Supersonic (песня Oasis)
«Supersonic» (с англ. — «Сверхзвуковой») — дебютный сингл английской рок-группы Oasis, написанный её гитаристом Ноэлем Галлахером. Сингл был выпущен 11 апреля 1994 года и стал первым синглом группы. Позже сингл вошёл в их дебютный альбом Definitely Maybe, вышедший в августе 1994 года.

## Выпуск и оценки
Композиция была выпущена 11 апреля 1994 года и поднялась до 31 позиции в UK Singles Chart, ниже, чем любой другой сингл группы. Тем не менее, за всё время продажи песни превысили 215,000 экземпляров, что ставит её на 13 место в списке самых продаваемых синглов Oasis в Великобритании. «Supersonic» обошёл даже самый продаваемый сингл группы 2002 года — «The Hindu Times», и их самые продаваемые синглы 2005 года — «Lyla» и «The Importance of Being Idle».
«Supersonic» стал также первым синглом Oasis, участвующим в хит-парадах США. Композиция достигла 11 строчки в хит-параде US Billboard Modern Rock Tracks 10 декабря 1994 года. На своём первом выступлении на национальном телевидении (программа The Word на канале Channel 4) группа также исполняла именно её. Серебряный статус в Великобритании был присвоен синглу в 2006 году.
В марте 2005 года журнал Q поставил «Supersonic» на 20 место в своём списке 100 лучших гитарных композиций (100 Greatest Guitar Tracks). В мае 2007 года журнал NME поместил «Supersonic» на 25 место в своём списке лучших инди-рок гимнов всех времён (50 Greatest Indie Anthems Ever).
На интервью к DVD Definitely Maybe Ноэль Галлахер назвал эту песню своей любимой из всего творчества Oasis. Он продолжает исполнять её и после распада группы.

## История записи
Написание музыки и текста, а также студийная запись «Supersonic» произошли в течение одного дня в звукозаписывающей студии The Pink Museum в Ливерпуле. Группа прибыла туда для записи трека «I Will Believe», но перед началом записи, в качестве разминки, участники решили немного поимпровизировать. Вскоре Ноэл Галлахер уже напевал мелодию поверх ритма Маккэролла и Боунхеда, однако приостановил игру, чтобы начать запись «I Will Believe». Запись не удавалась, и было решено поработать над новым материалом, который получился ранее в процессе импровизации. Итоговая песня была записана за 11 часов и в дальнейшем не микшировалась.
Поначалу упоминаемая в песне «Эльза» вызывала недоумение. В тексте встречаются следующие слова:
She done it with a doctor/On a helicopter/she sniffin' in a tissue/Sellin' the Big Issue.
Ситуацию комментировал сам Ноэл Галлахер:
«Кто-то сказал мне, что „Supersonic“ — это песня о подростковой проституции. Бред!».
Позднее стало известно, что Эльзой звали 57-килограммового ротвейлера, страдающего метеоризмом. Владелец собаки, звукорежиссёр Дэйв Скотт, привёл её на студию в день записи. Отсюда же и происходит строчка «she’s into Alka Seltzer».
В различных интервью Ноэл отмечал, что несмотря на очевидное сходство, гитарное соло из «Supersonic» не было позаимствовано из сингла «My Sweet Lord» Джорджа Харрисона 1971 года.
Группой было записано два музыкальных клипа к песне для выпуска в Великобритании и США. В версии для Великобритании группа играет на крыше дома, как на знаменитом концерте The Beatles на крыше. Сама «крыша» находилась на южной стороне Euston Road в Лондоне. Через дорогу виден вокзал Кингс-Кросс и отель Great Northern Hotel. В американской версии присутствуют виды из космоса, большие игрушечные динозавры, и кадры с группой, играющей в автомобиле и тёмном помещении. Фрагменты этого клипа можно увидеть в видео к первому синглу из их следующего альбома (What’s the Story) Morning Glory?. В данном клипе, однако, (трек «Some Might Say») повторяющиеся кадры показаны чёрно-белыми.
«Supersonic» был выпущен с тремя би-сайдами. Первый, «Take Me Away» исполнен Ноэлем Галлахером в одиночку лишь с акустической гитарой из инструментов. Второй, «I Will Believe» записан с живого выступления в 1993 году. Последний, «Columbia», представляет собой демозапись. В альбоме Definitely Maybe «Columbia» появляется уже в качестве полноценной песни.
В интервью 2009 года для нидерландской радиостанции 3FM Ноэл Галлахер вспоминал, как после записи он и остальные участники группы собирались дома у гитариста Пола Артурса и ждали момента, когда песню пустят по BBC Radio 1.

## Обложка
На обложке изображены участники группы со своими инструментами на студии Monnow Valley Studios в Уэльсе. Чёрная гитара марки Rickenbacker принадлежит Джонни Марру.

## Влияние
Live-версия песни была добавлена в качестве DLC в Rock Band 1 сентября 2009 года. Кроме того, песня доступна в Rocksmith 2014 в составе DLC «Oasis Song Pack».
Документальный фильм о группе режиссёра Азифа Кападии также  называется «Supersonic».

## Участники записи
- Лиам Галлахер — вокал, тамбурин
- Ноэл Галлахер — электрогитара, бэк-вокал
- Пол «Бонхэд» Артурс — ритм-гитара
- Пол Макгиган — бас-гитара
- Тони Маккэролл — ударные
- Энтони Гриффитс — бэк-вокал

## Список композиций
Слова и музыка всех песен — Ноэл Галлахер.  Запись и микширование – Дэйв Скотт. Продюсер – Марк Бойл.
| №                   | Название            | Длительность |
| ------------------- | ------------------- | ------------ |
| 1.                  | «Supersonic»        | 4:43         |
| 2.                  | «Take Me Away»      | 4:30         |
| Общая длительность: | Общая длительность: | 9:13         |

| №                   | Название                | Длительность |
| ------------------- | ----------------------- | ------------ |
| 1.                  | «Supersonic»            | 4:43         |
| 2.                  | «Take Me Away»          | 4:30         |
| 3.                  | «I Will Believe» (live) | 3:46         |
| Общая длительность: | Общая длительность:     | 12:59        |

| №                   | Название                      | Длительность |
| ------------------- | ----------------------------- | ------------ |
| 1.                  | «Supersonic»                  | 4:43         |
| 2.                  | «Take Me Away»                | 4:30         |
| 3.                  | «I Will Believe» (live)       | 3:46         |
| 4.                  | «Columbia» (white label demo) | 5:25         |
| Общая длительность: | Общая длительность:           | 18:24        |

| №                   | Название                      | Длительность |
| ------------------- | ----------------------------- | ------------ |
| 1.                  | «Supersonic»                  | 4:43         |
| 2.                  | «Shakermaker»                 | 5:08         |
| 3.                  | «Columbia» (white label demo) | 5:25         |
| 4.                  | «Alive» (8-track demo)        | 3:56         |
| 5.                  | «D'Yer Wanna Be A Spaceman?»  | 2:41         |
| 6.                  | «I Will Believe» (live)       | 3:46         |
| Общая длительность: | Общая длительность:           | 25:38        |

## Позиция в чартах
| Хит-парад (1994-95)                 | Позиция |
| ----------------------------------- | ------- |
| Великобритания (OCC UK Singles)     | 31      |
| США (Billboard Alternative Airplay) | 11      |